# Crack the Skye
Crack the Skye es el cuarto álbum de la banda estadounidense de metal progresivo Mastodon, publicado el 24 de marzo de 2009 a través de Reprise Records. Es un álbum conceptual basado en la Rusia de los zares, los viajes astrales, las experiencias extracorporales y las teorías de Stephen Hawking sobre los agujeros de gusano.
El primer sencillo extraído del álbum, "Divinations", se estrenó el 20 de enero junto con su vídeo promocional, mientras que el segundo sencillo, "Oblivion", salió a la luz el 16 de febrero.
Según el batería Brann Dailor, el álbum está más "enfocado" que su predecesor, Blood Mountain. En palabras de Dailor, Crack the Skye cuenta la historia de un "parapléjico, cuya única forma de ir a cualquier sitio es realizando un viaje astral. Sale de su cuerpo, al espacio exterior y un poco como Ícaro, se acerca demasiado al Sol quemando su cordón umbilical de oro que lo mantenía unido a su plexo solar. Así que él está en el espacio y está perdido, se ve arrastrado por un agujero de gusano, acaba en el reino de los espíritus y les dice que en realidad no está muerto. De modo que lo envían al culto ruso, donde adivinan su problema mediante una videncia, y deciden que lo ayudarán. Ponen su alma en el cuerpo de Rasputín, quien va a usurpar el trono del zar y es asesinado. Las dos almas salen del cuerpo de Rasputín a través de una brecha en el cielo, y Rasputín es el hombre sabio que intenta llevar al niño a su cuerpo porque sus padres lo han descubierto y creen que está muerto. Rasputín necesita devolverlo a su cuerpo antes de que sea demasiado tarde, pero por el camino se encuentran al Diablo que intenta robar sus almas y destruirlas... hay algunos obstáculos a lo largo del camino".
El álbum está dedicado a la hermana de Dailor, Skye, que se suicidó cuando tenía catorce años.

## Lista de canciones
1. "Oblivion" – 5:48
2. "Divinations" – 3:39
3. "Quintessence" – 5:27
4. "The Czar" – 10:54
  1. "Usurper"
  2. "Escape"
  3. "Martyr"
  4. "Spiral"
5. "Ghost of Karelia" – 5:25
6. "Crack the Skye" – 5:54
7. "The Last Baron" – 13:01

## Personal
- Troy Sanders - voz y bajo
- Brent Hinds - voz y guitarra
- Bill Kelliher - guitarra
- Brann Dailor - voz y batería
- Rich Morris - teclados
- Scott Kelly - voz en "Crack the Skye"